# Ноледж Мусона
Ноледж Мусона (англ. Knowledge Musona, нар. 21 січня 1990, Нортон) — зімбабвійський футболіст, нападник національної збірної Зімбабве та бельгійського клубу «Остенде».

## Клубна кар'єра
Вихованець юнацьких команд футбольних клубів «Ман'яне», «Гака Юнайтед», Ейсез Академі.
У дорослому футболі дебютував 2009 року виступами за команду південноафриканського клубу «Кайзер Чіфс». У складі клубу грав разом з нинішнім гравцем «Мамелоді Сандаунз» Хамою Білліатом. В сезоні 2009/10 років на поле виходив досить рідко, переважно розпочинав матч з лави для запасних, але, тим не менше, зумів відзначитися декількома важливими м'ячами. У липні 2010 року отримав нагороду як найкращий новачок клубу ПСЛ. Сезон 2010/11 років став справжнім проривом в кар'єрі Мусони, у 28-ми матчах сезону він відзначився 15-ма голами і став володарем Золотої бутси Леслі Маньятели, завдяки чому ним зацікавилися німецький «Гоффенгайм 1899», сербський гігант ФК «Партизан» та шотландський важковаговик «Селтік». 
Зімбабвієць зробив свій вибір на користь «Гоффенгайм 1899», до складу якого приєднався 28 липня 2011 року, підписавши з клубом 5-річний контракт. У складі свого нового клубу дебютував у переможному (3:1) матчі проти «Фрайбурга», а 25 жовтня 2011 року в переможному матчі (2:1) Кубку Німеччини проти «Кельна» відзначився дебютним голом. 
18 травня 2012 року було оголошено, що з наступного сезону Мусона на правах оренди наступний рік проведе в складі представника Бундесліги, ФК «Аугсбург».
В 2013 році залишає Німеччину й на правах оренди повертається до вже добре знайомого йому південноафриканському клубу «Кайзер Чіфс». Вн забив 9 м'ячів у 18-ти матчах південноафриканського чемпіонату, включаючи й надважливий гол у ворота «Блек Леопардс», який дозволив клубу потрапити до 1/8 фіналу Недбанк Кап. 6 березня Мусона відзначився хет-триком в переможному матчі (3:0) над «Лігою Мусльмана» й допоміг клубу з ПАР за сумою двох матчів здобути перемогу з рахунком 7:0 та вийти до наступного раунду, після домашньої перемоги з рахунком 4:0 на стадіоні «Мозес Мабіда». 29 березня 2014 року Мусона отримав травму в переможному матчі (2:0) Ліги чемпіонів КАФ проти «АС Віта Клуб», але південноафриканська команда за сумою двох матчів поступилася з рахунком 2:3. Загалом у всіх турнірах того сезону Ноледж зіграв 25 матчів, в яких відзначився 16-ма голами. Своїми виступами привернув увагу з боку клубів Бельгії, Німеччини та «Роди» (Керкраде) з Нідерландів. 5 серпня Мусона тренувався разом з клубом іспанської Ла-Ліги «Гранадою».
18 грудня 2014 року підписав 2,5-річний контракт з бельгійським клубом «Остенде», який набрав чинності 1 січня 2015 року. Його агент Пасхаліс Тунтуріс заявив, що це був ідеальний крок для відродження кар'єри його підопічного. У цьому клубі він приєднався до півзахисника Бафана-Бафани Анділе Джалі. Відтоді встиг відіграти за команду з Остенде 53 матчі в національному чемпіонаті.

## Виступи за збірну
3 березня 2010 року дебютував у складі національної збірної Зімбабве в товариському матчі проти Південної Африки. Наразі провів у формі головної команди країни 21 матч, забивши 14 голів.
У складі збірної був учасником Кубка африканських націй 2017 року у Габоні.

### Голи в футболці збірної
У таблиці результат та рахунок збірної Зімбабве подано першим.
| #   | Дата              | Місце                                   | Суперник   | Рахунок | Результат | Змагання                                            |
| --- | ----------------- | --------------------------------------- | ---------- | ------- | --------- | --------------------------------------------------- |
| 1.  | 5 вересня 2010    | Спортивний комплекс СКД, Пейнсвіль      | Ліберія    | 1–0     | 1–1       | кваліфікація Кубку африканських націй 2012          |
| 2.  | 17 листопада 2010 | Ештадіу ду Машакене, Мапуту             | Мозамбік   | 1–0     | 3–1       | Товариський                                         |
| 3.  | 5 червня 2011     | Руфаро, Хараре                          | Малі       | 1–0     | 2–1       | кваліфікація Кубку африканських націй 2012          |
| 4.  | 5 червня 2011     | Руфаро, Хараре                          | Малі       | 2–1     | 2–1       | кваліфікація Кубку африканських націй 2012          |
| 5.  | 8 жовтня 2011     | Ештаіу да Варжеа, Прая                  | Кабо-Верде | 2–1     | 2–1       | кваліфікація Кубку африканських націй 2012          |
| 6.  | 15 листопада 2011 | Руфаро, Хараре                          | ПАР        | 1–1     | 2–1       | Товариський                                         |
| 7.  | 15 листопада 2011 | Руфаро, Хараре                          | ПАР        | 2–1     | 2–1       | Товариський                                         |
| 8.  | 29 лютого 2012    | ім. Принца Лї Рвагасори, Бужумбура      | Бурунді    | 1–1     | 1–2       | кваліфікація Кубку африканських націй 2013          |
| 9.  | 17 червня 2012    | Національний спортивний стадіон, Хараре | Бурунді    | 1–0     | 1–0       | кваліфікація Кубку африканських націй 2013          |
| 10. | 26 березня 2013   | Борг Ель-Араб, Александрія              | Єгипет     | 1–1     | 2–1       | Другий етап кваліфікації Чемпіонату світу 2014 року |
| 11. | 9 червня 2013     | Національний спортивний стадіон, Хараре | Єгипет     | 1–1     | 4–2       | Другий етап кваліфікації Чемпіонату світу 2014 року |
| 12. | 10 вересня 2013   | Орландо Стедіум, Йоганнесбург           | ПАР        | 1–0     | 2–1       | Friendly                                            |
| 13. | 6 вересня 2015    | Руфаро, Хараре                          | Гвінея     | 1–1     | 1–1       | кваліфікація Кубку африканських націй 2017          |
| 14. | 28 березня 2016   | Національний спортивний стадіон, Хараре | Есватіні   | 1–0     | 4–0       | кваліфікація Кубку африканських націй 2017          |
| 15. | 5 червня 2016     | Національний спортивний стадіон, Хараре | Малаві     | 1–0     | 3–0       | кваліфікація Кубку африканських націй 2017          |
| 16. | 13 листопада 2016 | Національний спортивний стадіон, Хараре | Танзанія   | 1–0     | 3–0       | Товариський                                         |

## Особисте життя
Ноледж «Усміхнений Асасин» Мусона народився 21 січня 1990 року в місті Нортон, в провінції Західний Машоналенд й закінчив Вищу школу ім. Лорда Малверна в Хараре. Його молодший брат, Волтер Мусона, також професіональний футболіст.